# Margaret Barrington
Pour les articles homonymes, voir Barrington.
Margaret Barrington (10 mai 1896 - 8 mars 1982) est une écrivaine et journaliste irlandaise,,. 

## Enfance et éducation

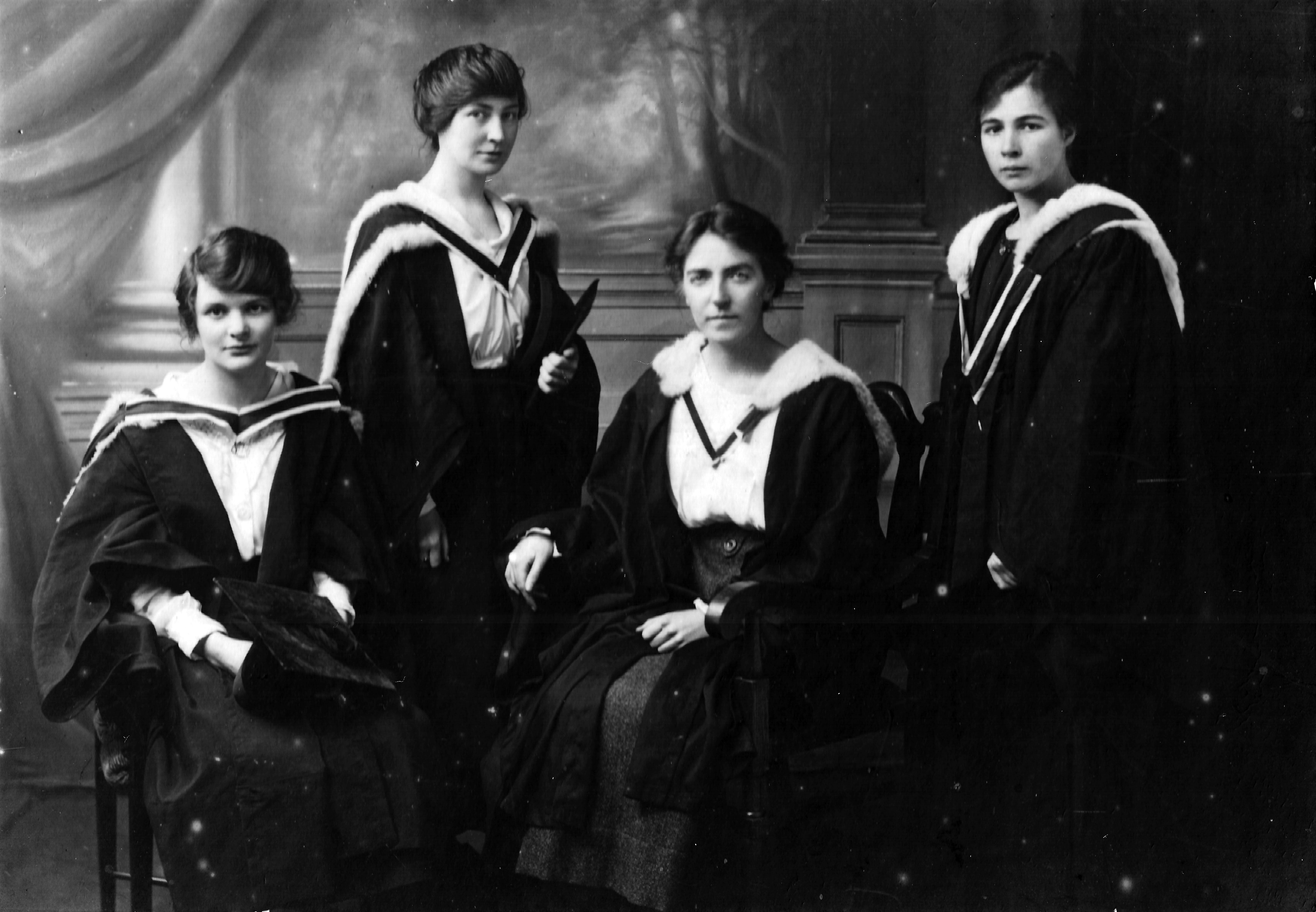
Margaret Barrington (deuxième en partant de la gauche) à la remise des diplômes du TCD (1918).

Margaret Barrington naît à Malin dans le comté de Donegal, le 10 mai 1896. Ses parents sont Richard Barrington, sergent du RIC, et Charlotte Barrington (née Scott). Elle passe une grande partie de son enfance à vivre avec son grand-père maternel en raison de la mauvaise santé de sa mère. Elle déménage ensuite à Dungannon dans le comté de Tyrone avec ses parents. Elle fréquente la Royal School, Dungannon, puis Alexandra College, Dublin, puis en Normandie. Elle entre ensuite au Trinity College de Dublin (TCD), où elle obtient un Bachelor of Arts en littérature moderne avec une médaille d'or en 1918. 
En 1922, elle épouse l'historien Edmund Curtis. Elle enseigne ensuite l'allemand et le français dans plusieurs écoles de Dublin.

## Carrière d'écrivain
Son premier travail publié est un article sur le traitement des étudiantes au College Miscellany du TCD le 5 juin 1918. Alors qu'elle continue de publier, elle assiste régulièrement aux rassemblements de George William Russell, rencontrant des personnalités telles que William Butler Yeats et James Stephens. Liam O'Flaherty la décrit comme « la petite merveille de ce cercle littéraire » après qu'il lui ait été présenté au début de 1924. Il semble qu'elle et O'Flaherty entame une affaire peu après. Elle quitte son mari en juillet 1924 pour aller vivre avec O'Flaherty en Angleterre. En août 1924, elle rédige une nouvelle intitulée Color dans To-morrow, le journal de Francis Stuart, qui aborde les tabous sexuels et raciaux.
À son retour en Irlande avec O'Flaherty en décembre 1924, ils reçoivent un accueil froid de leurs vieux amis, souffrant financièrement pendant un certain temps. Une fois divorcée, elle épouse O'Flaherty à Londres en mars 1926. Leur seul enfant, Pegeen, y naît peu de temps après. O'Flaherty l'encourage activement à écrire pendant cette période, mais pendant les huit années où ils sont mariés, Barrington écrit très peu. Elle met ce manque d'écriture sur le compte des « difficultés » de la vie conjugale. Leur mariage échoue à la fin des années 1920 ; elle écrit à leur ami, AD Peters, pour lui demander s'il sait où se trouve O'Flaherty. En 1932, ils se séparent et elle s'installe à Londres. Les années qui suivent sont les plus productives de sa vie, lorsqu'elle traduit, écrit, organise le soutien des républicains pendant la guerre civile espagnole et aide les réfugiés de l'Allemagne nazie. Elle est une partisane du Parti travailliste britannique, prenant la colonne des femmes du journal de gauche Tribune en novembre 1938.
Au début de la Seconde Guerre mondiale, Barrington retourne en Irlande. Elle vit à Leap dans le comté de Cork avec ses amis Ewart Milne et Stella Jackson. De 1941 à 1952, elle contribue régulièrement à The Bell avec des lettres, des critiques, des essais et des nouvelles. Elle vit à Castletownsend de 1947 à 1953, puis s'installe à Kinsale.

## Fin de vie
Les dernières années de la vie de Barrington sont relativement mal connues. Elle meurt dans une maison de retraite de Kinsale le 8 mars 1982 et est enterrée localement. 
David's daughter Tamar, un recueil de ses nouvelles est publié à titre posthume en 1982. Au moins trois de ses romans restent inédits. Sa nouvelle, Village Without Men, de 1982 est incluse dans l'anthologie The Glass Shore: Short Stories by Women Writers from the North of Ireland. 